# Tellus (mytologi)
 For alternative betydninger, se Tellus. (Se også artikler, som begynder med Tellus)
Tellus Mater (af nogle dog kaldt for Tellas eller Terra Mater) var gudinde for jorden i romersk mytologi. Navnets sproglige oprindelse er uklar; måske talam som er sanskrit for "(jord)overflade".
Gudinden har givet Jorden dens videnskabelige navne, Tellus eller Terra. Ifølge en konvention fra IAU bør Terra dog kun benyttes om store landmasser og ikke for planeten Jorden.